# Isole Cavallo
Le Isole Cavallo (îles Cavallo in francese, جزيرة العوانة الكبرى in arabo) è un piccolo arcipelago algerina, che si trova davanti alla costa di El Aouana.

## Descrizione
Il piccolo arcipelago, disabitato, si compone di due isole, Grande Cavallo e Piccolo Cavallo, che si trovano rispettivamente a poco meno di un chilometro e a 5 chilometri dalla costa, oltre a diversi isolotti rocciosi.